# 茅港尾天后宮
茅港尾天后宮，亦稱茅港尾堡天后宮位於臺灣臺南市下營區茅港尾。據說該廟媽祖乃明鄭時期來臺，廟史可追溯至永曆卅一年（1677年）。
林爽文事件中因梁朝桂感念茅港尾天后宮媽祖保佑，奏請乾隆皇帝嘉勉，而後除敕封「天后宮」與賜匾外，並允許茅港尾媽祖前往府城大天后宮時，有「大北門進，大北門出」的特權。此外在當地，還有關於「茅港尾媽祖」為了救民而洩漏天機，最後被上天懲戒，禁錮百年的傳說。

## 沿革

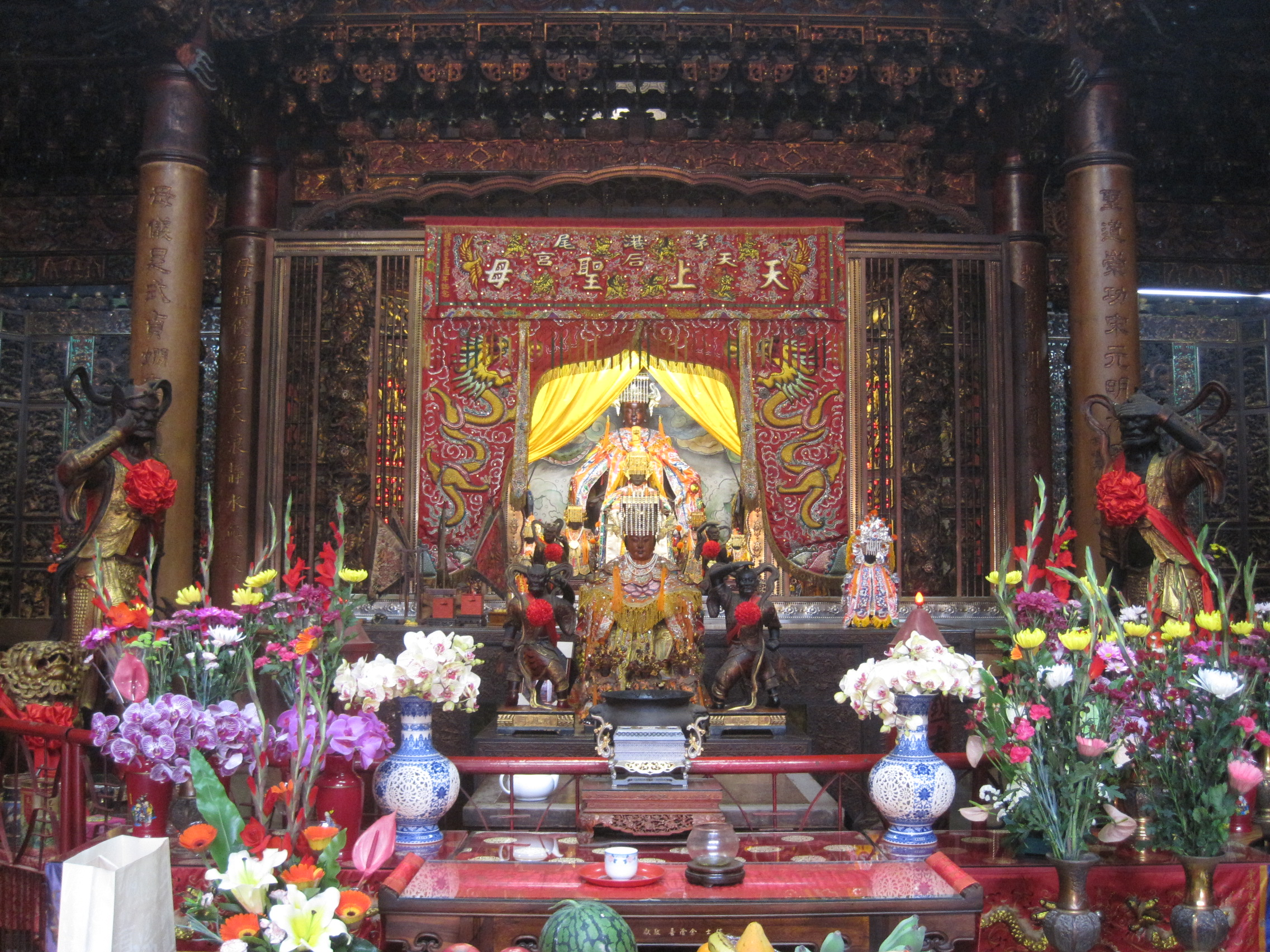
茅港尾天后宮內部

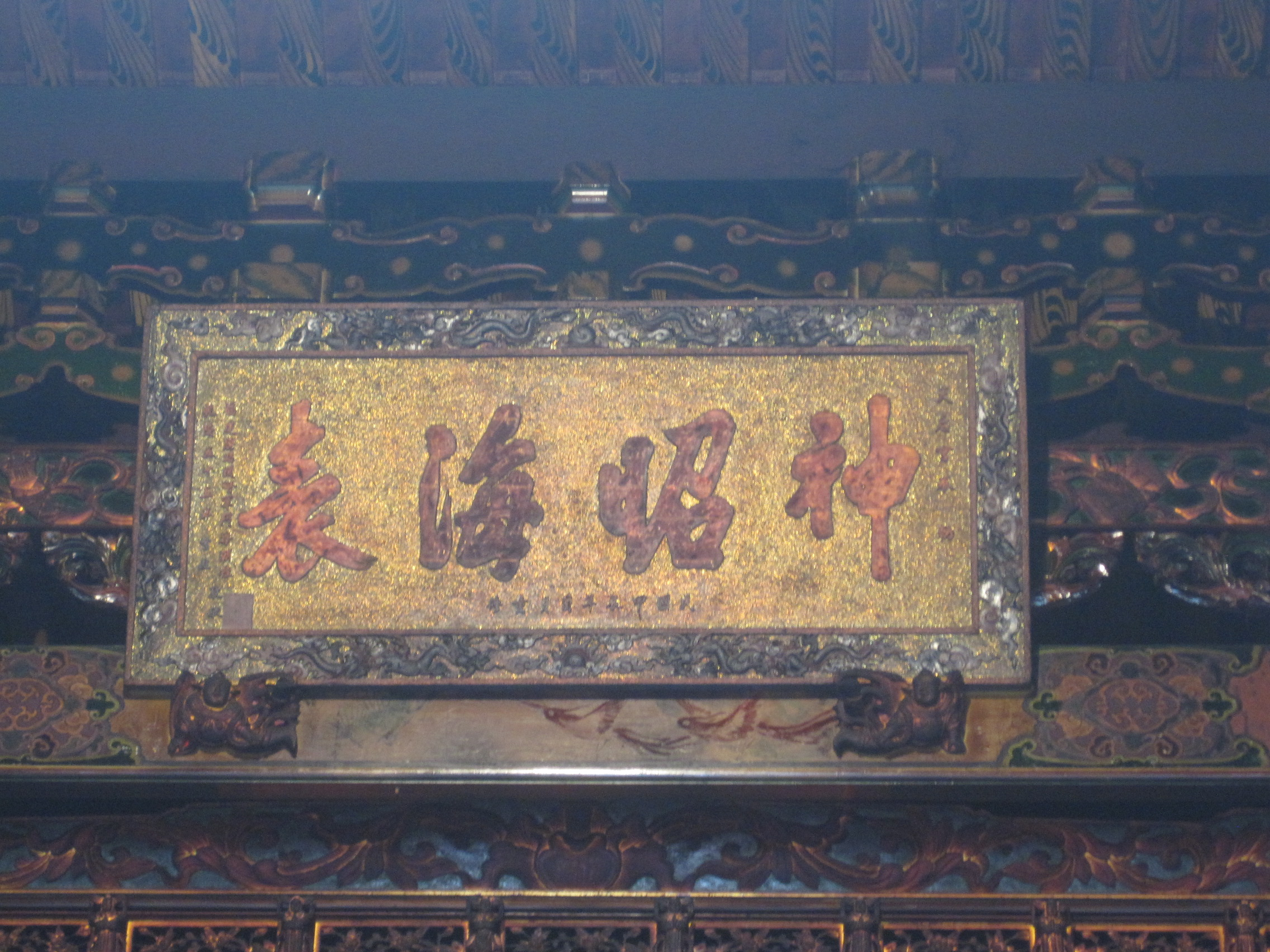
神昭海表匾額

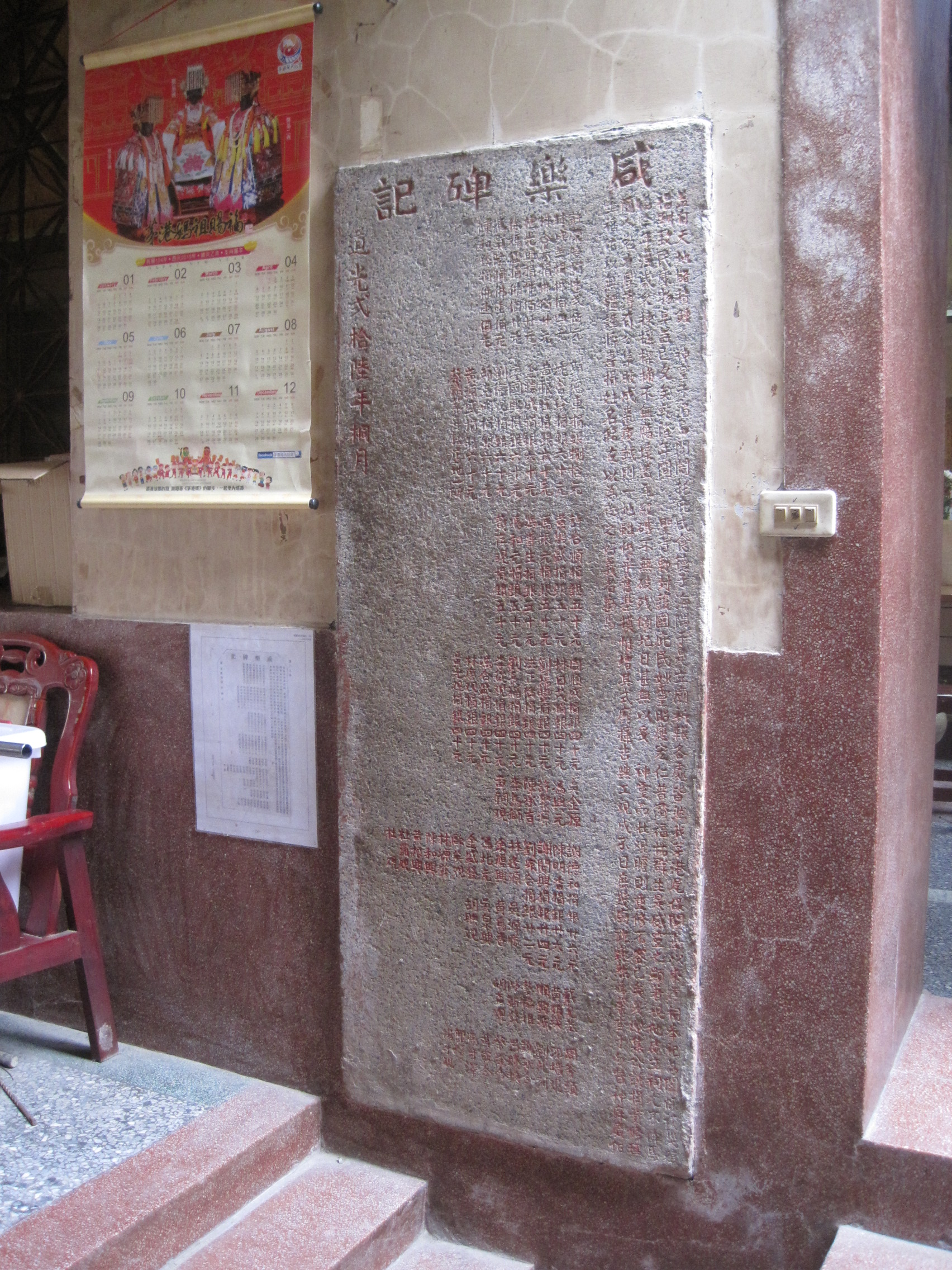
〈咸樂碑記〉石碑

茅港尾天后宮的歷史可追溯到明鄭時期，據說在永曆卅一年（1677年）時正式建廟。而後據說在康熙四十六年（1707年）改建，康熙五十二年（1713年）竣工:139。所在地茅港尾在過去是倒風內海熱鬧的港口之一，在明鄭時期的《梅氏日記》中被記作「Hoem Cangbooij」，明鄭軍備圖寫作「梅港尾」。入清之後，茅港尾街成為臺灣府城與諸羅縣城之間的重要市鎮與中繼站，諸羅縣知縣周鍾瑄在康熙五十五年（1716年）設有茅港尾公館。
而由於茅港尾街在交通要道上，清朝時的民變多會波及到茅港尾街。林爽文事件時，梁朝桂領兵到灣裡街（今善化），茅港尾居民則組織義軍，以天后宮與觀音亭作基地，協助清軍收復鐵線橋與鹽水港一帶。事後梁朝桂感念媽祖庇佑與當地居民協助，奏請乾隆帝嘉勉，於是在乾隆五十五年（1790年）敕封「天后宮」，賜「神昭海表」匾與「護國庇民」詔書，且給予茅港尾媽祖到府城時可以「大北門進，大北門出」的特權。
道光廿六年（1846年）天后宮進行重修，當時所刻的〈咸樂碑記〉提到茅港尾媽祖相當靈驗，是他處媽祖所不能比擬。而在道光、咸豐年間的府城迎媽祖活動中，北港媽祖南下時必留宿於茅港尾天后宮。然而在同治元年五月十一日（1862年6月7日）發生大地震，茅港尾街亦遭到重創，天后宮也因而傾圮並在日後衍生出傳說。地震後，天后宮董事許媽超發起重建，同治十二年（1872年）許媽超因案被捕，由洪窮接任董事:140。光緒六年（1880年）天后宮重建竣工，但原本三落的規模縮減為二落:140。
日治時期以後，由於茅港尾從昔日官道上的重要市鎮演變成曾文郡下營底下的一個大字，地方財力大不如前，僅能集資進行小規模修繕，皇民化運動期間則欠缺整修。
二次大戰後，茅港尾天后宮於民國五十一年（1962年）在主事余滄波倡議下，由馮振安擔任主任委員，余滄波等六人擔任委員，進行天后宮的重建:140。該年8月便拆除舊廟，9月於原址旁增購廟地六厘多:140。而後在10月8日寅時動工，午時定分金，12月4日上樑:140。工程先蓋後殿，再蓋前殿，於民國六十四年（1975年）8月竣工，隔年（1976年）建醮入火安座:140、141。
而在天后宮重建的同一時期，「重建茅港尾橋鐵線橋碑記」石碑也被人發現。據張耘書《臺南媽祖信仰研究》所寫，相傳約在民國五十年（1961年），媽祖指示信徒劉復朝，在他園中將會出土神器，而後在劉復朝園中挖出康熙五十七年（1718年）的「重建茅港尾橋鐵線橋碑記」石碑。而隨著石碑的出土，當地出現重建天后宮的聲音，且當地傳說昔日茅港媽祖因洩漏天機而被禁錮，如今受戒百年期滿將再顯神威。而何厚增《被遺忘的茅港尾——四百年史話》則寫說臺灣鄉土史家黃清淵曾欲尋找該石碑而不可得，後來劉復朝之女婿於民國五十二年（1963年）7月5日在田園挖土整地時，發現底下有什麼像是大石塊的東西，而後與路過的陳進德小心翼翼地整理周遭，才發現原來是座石碑:101。在想起有此處藏有寶貝的傳聞後，他們走告村民合力將石碑挖出，放到天后宮前的大榕樹下:101。而當時茅港尾天后宮已經在大興土木，石碑出土後每天下午廟頂會有一道光順著屋瓦由上而下慢慢移動而消失，圍觀的民眾都說這是茅港尾天后宮正「興」咧:101。
茅港尾天后宮由於茅港尾的沒落，少有舉辦大型繞境活動。民國九十九年（2010年）在茅港尾媽祖旨意下，才舉辦為期三日的「巡香賜福」遶境，並依清代舊例前往臺南大天后宮會香；民國一百零八年(2019年)再度前往，此後於民國一百一十年至一百一十一年皆有前去會香。

## 轄境
茅港尾天后宮昔日的祭祀圈主要以茅港尾堡為主，有「堡頭廟」之稱，包括火燒珠、麻豆寮、洲仔、橋仔頭、甲中、十六甲、紅毛厝、下營、大屯寮、舊西寮、連表、右武衛、中營、南廍等聚落，相當於現在下營區的大屯里、大埤里、甲中里、紅厝里、賀建里、西連里與官田區的南廍里一帶。古今相比之下，轄域變化不大，但人口數較有明顯變化，這主要與倒風內海消失，茅港尾失去港口機能，再加上天災等因素影響有關。在同治、光緒年間，茅港尾街的地位便被麻豆給取代。

## 傳說

〈重建茅港尾橋鐵線橋碑記〉石碑

傳說在清同治元年（1862年）某日，天后宮突然降乩，指示近日將有大難，要街民當心:72。由於當時正逢戴潮春事件，茅港尾街民以為是戴潮春的部隊欲來入侵，遂躲在家裡嚴守家門，並在庭院與通道灑下豆粒，要阻撓入侵者:72。結果發生了大地震，居民因通道受阻，逃生不及，導致茅港尾街死傷慘重。茅港尾媽祖則因為洩漏天機，遭上天禁錮百年:72。而後在茅港尾媽祖禁錮期滿後，信徒們發起天后宮的重建:72。

## 圖片

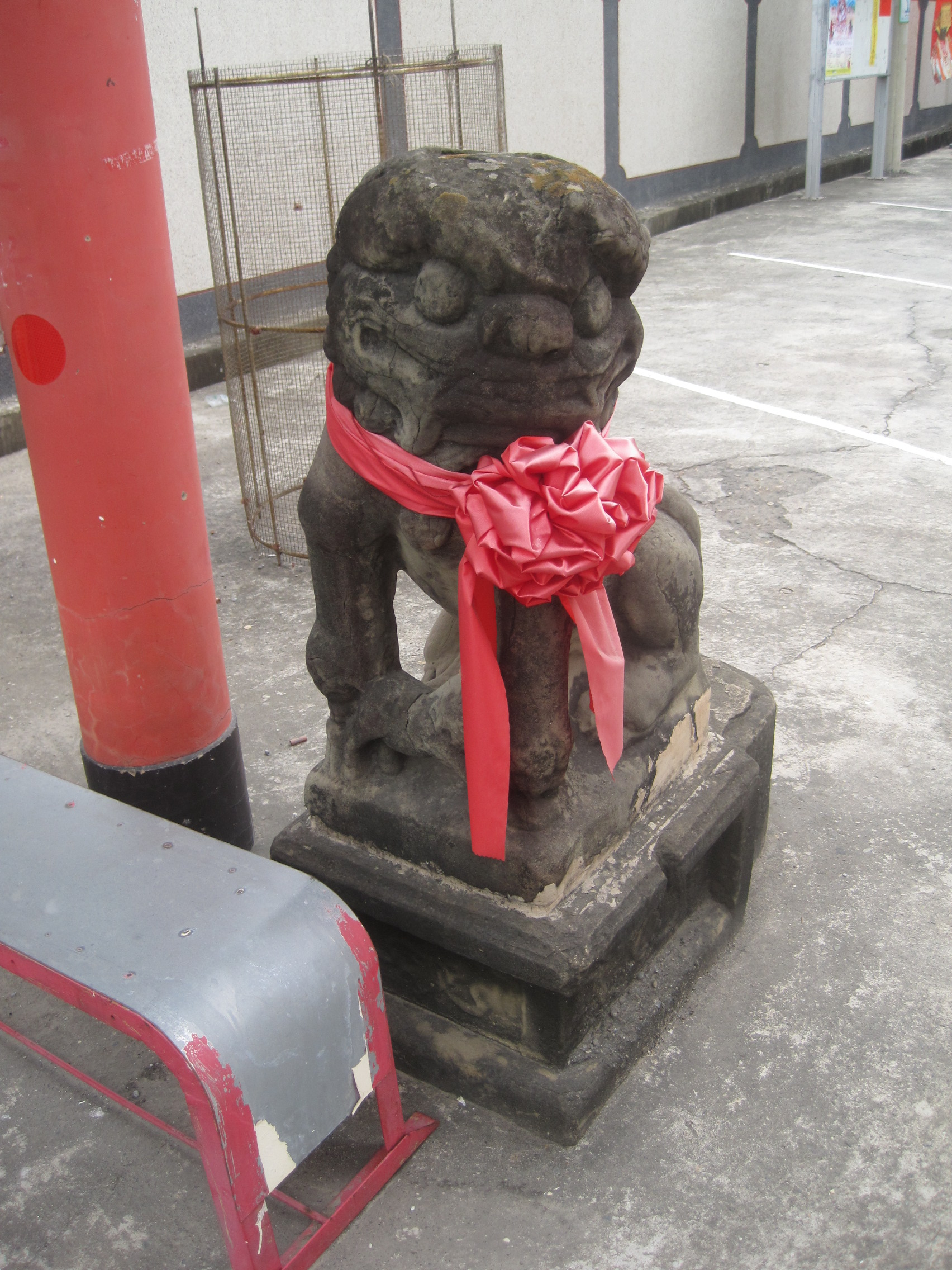
廟埕右邊的石獅
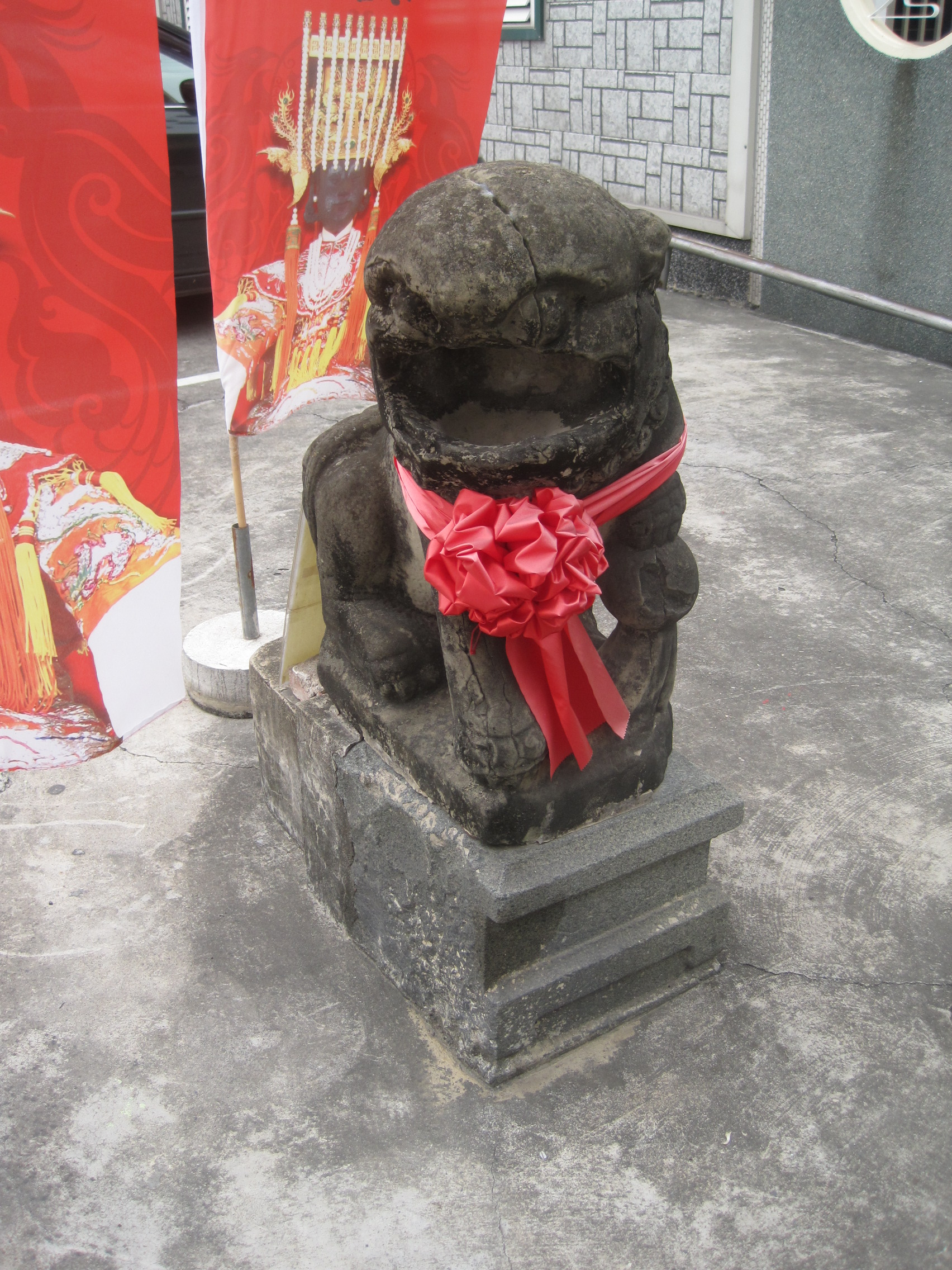
廟埕左邊的石獅
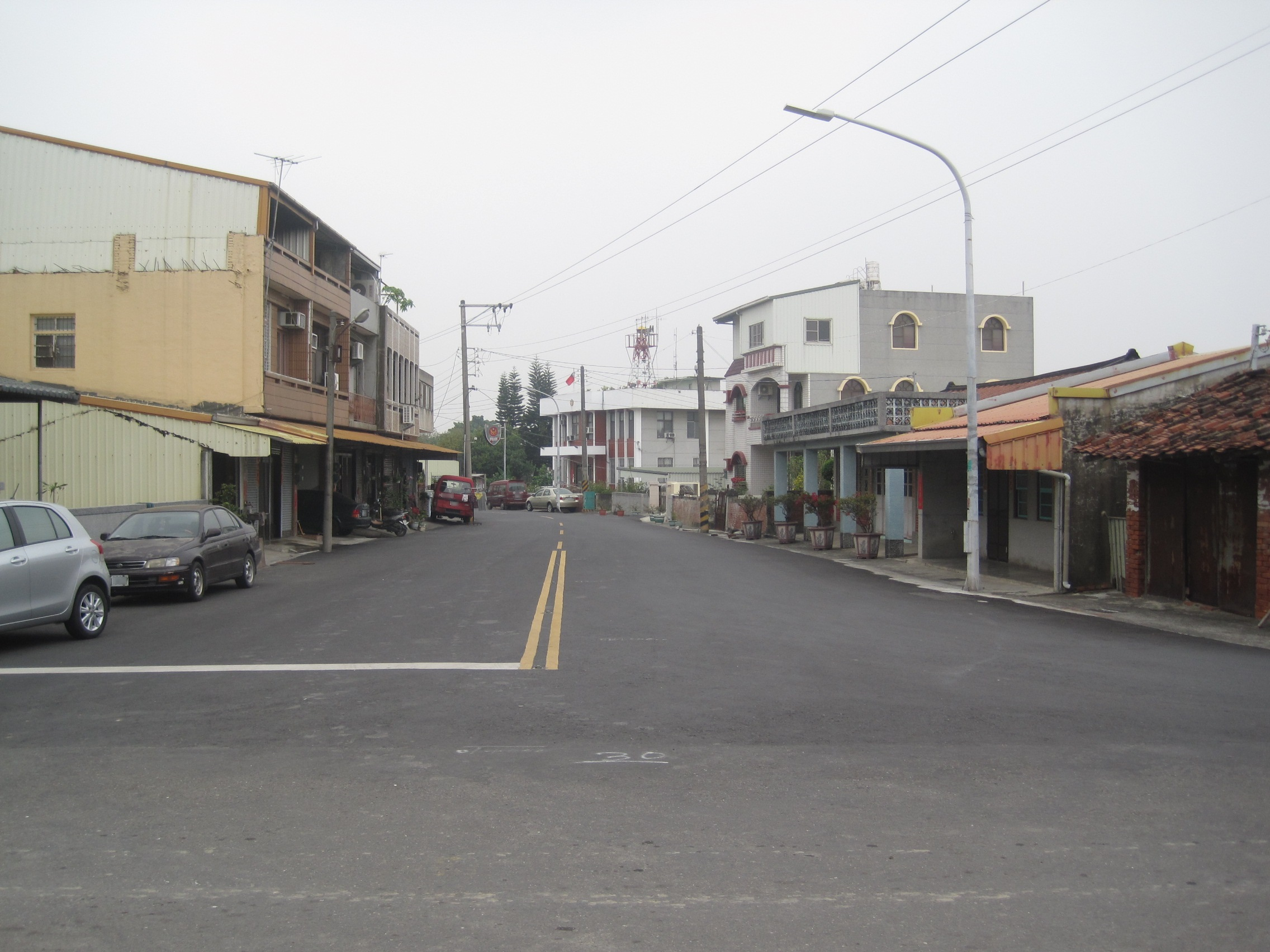
茅港尾街景

## 外部連節
- 茅港尾天后宮的Facebook專頁
- 茅港尾天后宮的Instagram帳戶
- YouTube上的茅港尾天后宮頻道